# 朗頓角
朗頓角（英語：Longton Point），是南極洲的海岬，位於南桑威奇群島的庫克島東南端，由英國南極名稱諮詢委員會以植物學家命名，該海岬由英國海外領土管轄。